# Titre de voyage (Convention du 28 septembre 1954)

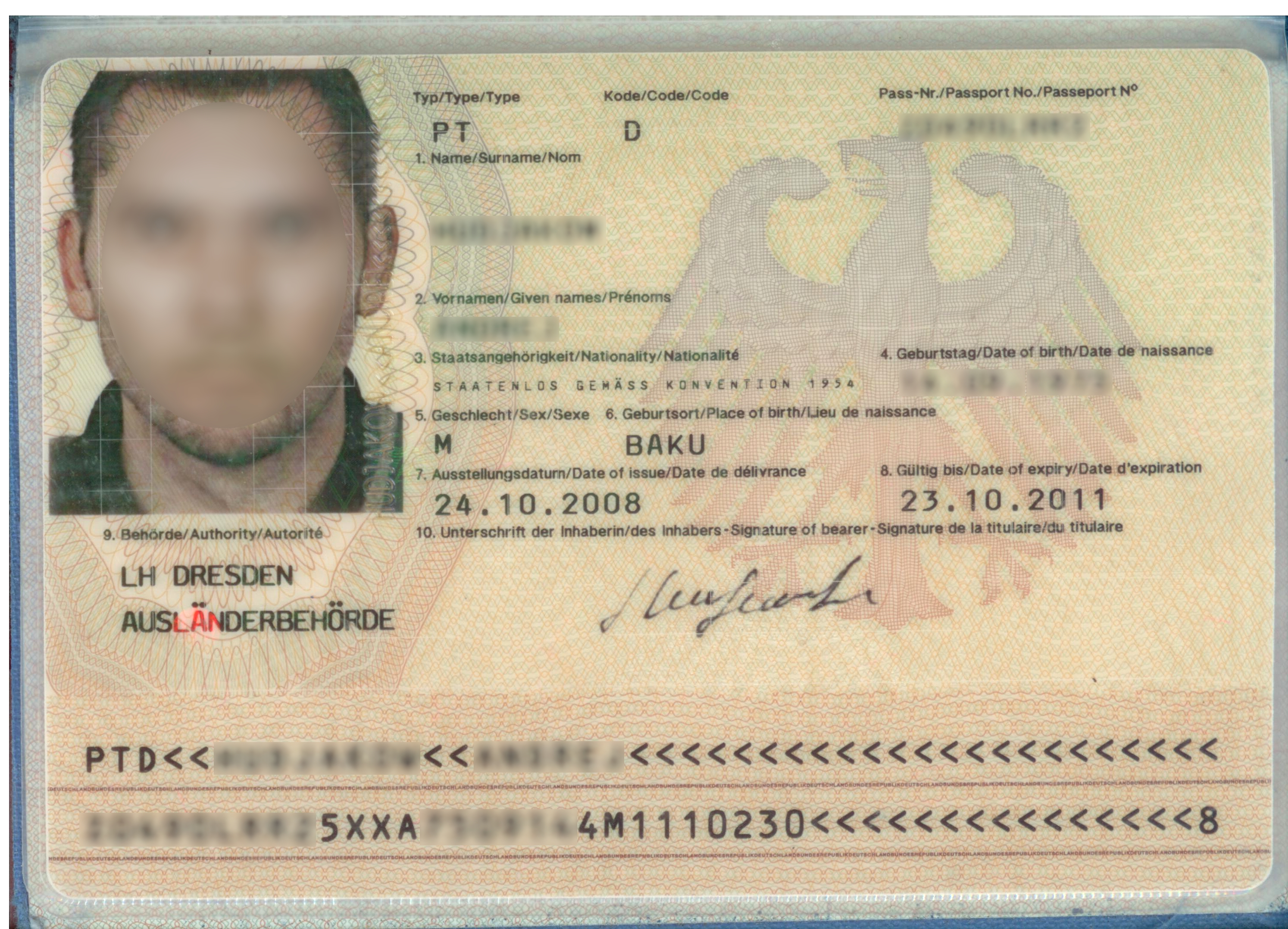
Un document de voyage de la Convention de 1954 délivré par l'Allemagne en 2008.

Un titre de voyage selon la Convention du 28 septembre 1954 est un document de voyage qui est délivré a une personne éprouvant des difficultés à obtenir un document de voyage de son pays d'origine, contrairement aux documents de voyage apatride (apatride par un signataire de la Convention de 1954 relative au statut des apatrides). Il porte la mention document de voyage en anglais et français (et souvent dans la langue de l'État qui l'a délivré) avec la date de la Convention mais pas les deux bandes figurant au coin supérieur gauche de la couverture des titres de voyage pour réfugiés.

## Autres documents de voyages pour réfugiés
- Passeport Nansen
- Titre de voyage pour réfugiés